# Politique aux Émirats arabes unis

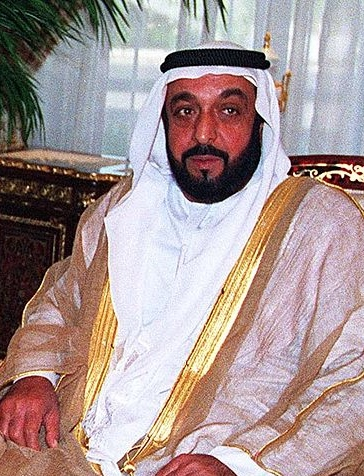
Le Sheikh Khalifa ben Zayed Al Nahyane, président de l'État.

La politique aux Émirats arabes unis s'inscrit dans un modèle d'État fédéral. Depuis l'indépendance et la création de la fédération en 1970, à partir des États de la Trêve, les sept émirats qui constituent les Émirats arabes unis ont consolidé leur statut fédéral. Entre 2007 et 2010, des mesures ont été prises au niveau fédéral comme au niveau local pour réformer la structure gouvernementale afin de mieux répondre aux défis du développement à l'aide d'une administration plus efficace. Ce processus a été dirigé au niveau fédéral par le président du pays, le cheikh Khalifa ben Zayed Al Nahyane et par le vice-président et Premier ministre le cheikh Mohammed ben Rashid Al-Maktoum, qui est également le souverain de Dubaï.
Le président est le chef d'État du pays et est secondé par un vice-président. Même si la constitution ne l'exige pas, le vice-président a toujours occupé la fonction de premier ministre depuis la création du pays, il agit donc comme chef de gouvernement. Chacun des sept émirats de l'État est dirigé par un émir. 

## Système politique
Chacun des émirats membres disposait déjà avant 1971 de ses propres institutions gouvernementales. Afin d'assurer le gouvernement effectif du nouvel État, les souverains élaborèrent une Constitution provisoire précisant les pouvoirs qui allaient être conférés aux nouvelles institutions fédérales. Selon les articles 120 et 121 de la constitution, les domaines de responsabilité assignés aux autorités fédérales étaient les affaires étrangères, la sécurité et la défense, les questions de nationalité et d'émigration, l'éducation, la santé publique, la monnaie, les services postaux et téléphoniques ainsi que tous les autres services de communication. Abou Dabi fut désignée comme capitale de l'État.
Le système fédéral comprend un Conseil suprême, un cabinet ou Conseil des ministres, une instance parlementaire, le Conseil national fédéral, et un corps judiciaire indépendant chapeauté par la Cour suprême fédérale.
Le Conseil suprême, constitué des sept émirs, est le plus haut organisme de l'État. Il élit pour cinq ans le président et le vice-président et a le pouvoir législatif et exécutif. Il ratifie les lois et décret fédéraux, planifie la politique étrangère et a le pouvoir de relever le premier ministre de ses fonctions sur incitation du président. Le Conseil suprême élit également le Conseil des ministres. En pratique, le président est toujours un membre du clan al-Nahyan d'Abou Dabi et le vice-président et premier ministre de la tribu al-Maktoum de Dubaï.
Le Conseil des ministres, dirigé par le premier ministre, est l'organe exécutif de la fédération. Le premier ministre propose une liste de ministres qui est ratifiée par le président.
Les lois sont soumises au Conseil national fédéral constitué de quarante membres venant de chaque émirat.
En 1996, le caractère provisoire de la constitution disparaît lors de son adoption.